# Масові вбивства в Андріївці
Масові вбивства в Андріївці — страти і катування цивільного населення села Андріївка Бучанського району Київської області, здійснені кадровими військовослужбовцями 64-ї окремої мотострілецької бригади Збройних сил Російської Федерації після широкомасштабного вторгнення Росії в Україну. Встановлено, що під час російської окупації села з 27 лютого до 30 березня 2022 року російські військовослужбовці вбили 17 місцевих мешканців. Російські солдати займалися мародерством і знищенням людського майна, викрадали місцевих мешканців, людей виганяли з власних будинків, катували та знущалися з цивільних. Понад 40 жителів села вважаються зниклими безвісти.

## Перебіг подій
Віктор Рибицький, брат загиблого 45-річного Івана Рибицького
27 лютого 2022 року село окупували російські війська. Відразу після окупації села російські солдати почали відбирати в місцевих жителів мобільні телефони. На одному з таких телефонів, знайденому пізніше власником, були виявлені зроблені в Андріївці фотографії з військовослужбовцями 64-ї мотострілецької бригади ЗС РФ. Під час окупації російські солдати займалися знищенням людського майна і мародерством — викрадали автотранспорт, побутову техніку, алкоголь, інструменти. У 96-річного ветерана Другої світової війни військовослужбовець Даніїл Фролкін вкрав генератор, державні нагороди України, відомчі відзнаки й нагороди Міністерства оборони України, а також ордени за участь у Другій світовій війні, які підозрюваний причепив собі на форму і фотографувався з ними. Людей росіяни виганяли з власних будинків, щоб облаштувати там власне проживання. Жителі були змушені постійно ховатися в погребах і підвалах. У місцевій школі військові облаштували місце дислокації. Місцевих мешканців викрадали, катували та знущалися з цивільних. Щонайменше 13 цивільних розстріляли, ще 1 забили до смерті. На думку деяких місцевих мешканців, чоловіків могли вбивати за підозрою у причетності до тероборони чи передачі координат російських військ українській армії.
30 березня 2022 року село визволене від російських військ. При відступі росіяни спалили деякі будинки. За припущенням бійця місцевої тероборони, ці будинки спалили, щоб знищити боєприпаси, які могли там зберігатися, або ж трупи вбитих місцевих жителів чи російських солдатів. Внаслідок окупації у селі зруйновано 70 приватних будинків, садок, школа та реабілітаційний центр. За час окупації 6 жителів померло власною смертю — через хвороби, брак ліків і від стресу. Станом на 9 квітня 2022 року 47 жителів села вважалися зниклими безвісти.

### Жертви
Встановлено безпосереднє вбивство російськими військовими 14 жителів села, ще 3 померло внаслідок обстрілу. Список жертв:
| Ім'я жертви          | Відомості |
| -------------------- | --- |
| Петро Остаповський   | 63 роки, мешканець сусіднього села Червона Гірка. Вбитий під час обстрілу 27 лютого.                                                                        |
| Іван Салюк           | Місцевий мешканець. Вбитий під час обстрілу. |
| Людмила Кардаш       | Перебувала у «Домі милосердя» в селі. Вбита під час обстрілу.                                                                                               |
| Юрій Кравченя        | 46 років, місцевий мешканець. Розстріляний у власному дворі 2 березня.                                                                                      |
| Ігор Єрмаков         | 54 роки, місцевий мешканець. Взятий на допит 2 березня. Розстріляний, тіло знайдене 4 березня біля електропідстанції зі зв'язаними руками і слідами побоїв. |
| Євгеній Піскотін     | 35 років, волонтер української організації Червоного Хреста. Зник 3 березня, розстріляний, тіло знайдене на узбіччі на в'їзді в село зі зв'язаними руками.  |
| Олексій Черковський  | 32 роки, місцевий мешканець. Розстріляний пострілом в спину 3 березня 2022 року під час проходження російського блокпоста.                                  |
| Антон Іщенко         | 23 роки, місцевий мешканець. Викрадений з дому 4 березня о 10:30. Розстріляний, тіло знайдене зі слідами насильства.                                        |
| Віталій Кибукевич    | 45 років, місцевий мешканець. Розстріляний 12 березня, тіло знайдене зі зв'язаними руками в підсобному приміщенні біля власного будинку.                    |
| Вадим Ганюк          | 33 роки, місцевий мешканець. Розстріляний 12 березня, тіло знайдене зі зв'язаними руками в погребі біля власного будинку.                                   |
| Руслан Яремчук       | 46 років, місцевий мешканець. Розстріляний 12 березня, тіло знайдене зі зв'язаними руками за власним будинком.                                              |
| Ігор Савран          | 46 років, місцевий мешканець. Викрадений з дому 19 березня. Розстріляний, тіло знайдене 31 березня на фермі.                                                |
| Володимир Пожарніков | 46 років, місцевий мешканець. Викрадений з дому 19 березня. Розстріляний, тіло знайдене на фермі.                                                           |
| Іван Рибицький       | 45 років, місцевий мешканець. Помер від тяжкої черепно-мозкової травми.                                                                                     |
| Андрій Костецький    | Лікувався у реабілітаційному центрі в селі. Помер внаслідок підриву вибухового пристрою, який метнули російські солдати.                                    |
| Євген Степанюк       | 39 років, місцевий мешканець. Розстріляний, тіло знайдене прикопаним на одному з городів.                                                                   |
| Андрій Руденко       | 44 роки. Розстріляний. |

## Розслідування
У злочинах проти мирного населення, порушенні законів і звичаїв війни підозрюються військовослужбовці 64-ї мотострілецької бригади ЗС РФ у складі 35-ї загальновійськової армії, які причетні також до інших злочинів на теренах Бучанського району. Українською прокуратурою встановлено та повідомлено про підозру у вбивстві 54-річного Ігоря Єрмакова військовослужбовцю 64-ї мотострілецької бригади Даниїлу Фролкіну. Він та інший солдат цієї бригади, Олександр Чирясов, також підозрюються у вбивствах Віталія Кибукевича, Вадима Ганюка і Руслана Яремчука. Розслідуванням обставин злочинів займалися журналісти проєкту «Схеми» з Радіо Свобода, які зняли та оприлюднили 17 серпня 2022 року документальний фільм-розслідування «Андріївка. Трагедія одного села». Своє розслідування також провів журналістський проєкт «iStories», який зумів зв'язатися з деякими підозрюваними у злочинах в Андріївці. Встановлено про причетність до мародерства військовослужбовців 64-ї мотострілецької бригади єфрейтора Даниїла Фролкіна, Руслана Глотова, Дмитра Данілова, єфрейтора Олександра Чирясова.
Розмова Даніїла Фролкіна з журналістами «iStories»
Дмитро Данілов у розмові з журналістами «iStories» зізнався в мародерстві, але заперечив свою причетність до вбивств. За словами Данілова, під час окупації села він і його колеги займалися «постійним пошуком людей, які видавали координати». Даниїл Фролкін, відповідаючи журналістам, також заперечив причетність до страт, проте через декілька годин після першої розмови зробив відеозвернення зі зізнанням у вчиненні воєнних злочинів — розстрілі і грабежі цивільного населення в Андріївці. За словами Фролкіна, одного дня у березні він разом з іншими солдатами і командуванням проводили обшуки у трьох місцевих жителів, після чого замісник командира бригади підполковник Олександр Прокурат віддав безпосередній наказ вбити затриманих цивільних. Як сказав Фролкін, він застрелив одного з трьох чоловіків через підозру у передачі координат колон російської армії (за даними «iStories» вбитий — 46-річний Руслан Яремчук, розстріляний 12 березня). Даниїл Фролкін повідомив, що його колегу єфрейтора Олександра Чирясова знайшли застреленим в Андріївці за нез'ясованих обставин. За словами Фролкіна особливо відзначився в мародерстві замісник командира по тилу полковник В'ячеслав Клобуков.